# Grammonota texana
Grammonota texana är en spindelart som först beskrevs av Banks 1899.  Grammonota texana ingår i släktet Grammonota och familjen täckvävarspindlar. Inga underarter finns listade i Catalogue of Life.